# Чигинский, Андрей Александрович
Андрей Александрович Чигинский — советский режиссёр, сценарист, кинодраматург. Заслуженный деятель искусств (1965 г.). Член союза кинематографистов (1965 г.)

## Биография
Родился в 30.11.1904, в г. Санкт-Петербург (Российская Империя), в семье железнодорожника.
С 1920 г. работал на заводе «Красный Путиловец». В 1924 г. командируется Союзом Металлистов для поступления Вечерние курсы Экранного Искусства. Затем становится слушателем Ленинградского Государственный Фото-Кино-Техникума, ныне (СПГУКИТ)
С 1930 г. начало работы в кино, на киностудии «Ленфильм»
1931 г. первый фильм Чигинского А. А. «Закал»
В 1941 г. добровольцем ушел на фронт. Воинское звание: гв. ст. лейтенант (ср. командный состав, звания сухопутных войск, ВВС)
С 1946 г. — режиссёр научно популярного кино в к/с «Леннаучфильм» или Лентехфильмы
С 1949—1952 г. — директор к/с «Леннаучфильм»
С 1954—1955 представитель «Союзэкспорт фильм» в Германии (ГДР), г. Берлин
По возвращении в Ленинград — режиссёр киностудии «Леннаучфильм»
Умер 07.04.1978 , г. Ленинград (СССР). Похоронен на Богословском кладбище

## Фильмография
- 1932 г. «Родная кровь» — сценарист. В ролях Константин Назаренко, Валерий Соловцов
- 1939 г. «Доктор Калюжный» — ассистент режиссёра. В ролях Б. Толмазов, А. Райкин, Ю. Толубеев, В. Киселев и др.
- 1946 г. «Искусство Хохломы»
- 1947 г. «Грозная опасность»
- 1954 г. «Во имя человека» — режиссёр и сценарист
- 1955 г. «Драматургия Островского»
- 1956 г. «Смерть поэта»
- 1958 г. «Дорогой Бессмертия» фильм — спектакль. в соавторстве с Г. Товстоноговым. В ролях И. Смоктуновский, Е. Козырева, Герман Хованов, Григорий Гай, Владимир Арсентьев, и д.р.
- 1960 г. «Театр рождённый революцией» — с Г. Товстоногов. В ролях Е. Лебедев
- 1961 г. «Василий Докучаев» — в ролях Иван Переверзев. Сергей Дворецкий, Владислав Стржельчик, Виктор Чекмарев,
- 1963 г. «Онего» — режиссёр и автор сценария
- 1966 г. «Во имя жизни»
- 1973 г. «История КПСС. Историческое место капитализма» — с реж. А. Ериным. Операторы М. Ротинов, К. Погодин

## Семья
- Чигинский Валерий Андреевич — сын, режиссёр
- Чигинский Алексей Андреевич — сын, офицер СССР
- Чигинская Галина Евгеньевна— невестка, актриса
- Чигинкий Василий Валерьевич — внук. режиссёр
- Чигинская Мария Валерьевна — внучка, филолог
- Чигинская Василиса Васильевна — правнучка

## Награды и звания
- Орден Красной Звезды (31.03.1944);
- Орден Трудового Красного Знамени (06.03.1950);
- Орден Отечественной войны II степени;
- Медаль «За освобождение Праги».